# 따개비 한문숙어
《따개비 한문숙어》는 만화가 오원석이 그려낸 만화이다. 1980년대 소년한국일보와 학생과학에 연재하였으며 주인공 따개비 가족의 일상이야기와 동시에 한문 사자성어로 나오는 숙어가 첨부되어서 내용이 나온다. 

## 줄거리 및 특징
초등학생인 주인공 따개비와 아버지 그리고 어머니가 일상을 그려나감과 동시에 내용 중에서 한자 사자성어로 된 숙어가 첨부되어 나오고 있다. 

## 등장인물
- 따개비 : 이 만화의 주인공이자 초등학생 소년. 늦둥이로 태어났으며 아버지와는 나이 차이가 많이 나는 편이지만 부전자전이라 외모가 닮아있다. 작중에서 한자성어를 설명하는 역할을 한다.
- 쪼달 선생 : 따개비의 아버지. 아들을 늦게 낳은 편으로 탈모가 심하여 대머리 신세이지만 아들과 외모가 좀 닮아있다. 작중에서 가끔 북한을 가기도 하면서 김일성도 만난 적이 있다. 아호는 청암.
- 쪼달 부인 : 쪼달 선생의 부인이자 따개비의 어머니. 아들이 성적이 좋지 않을 때마다 엄해지고 무서워진다.
- 앵순이 : 따개비와 동급생인 소녀.
- 능글이 : 따개비의 친구이자 이웃집에 사는 소년. 능글맞은 구석이 있다.
- 능글 첨지 : 능글이의 아버지. 쪼달과 마찬가지로 대머리이며 구두쇠에 능글맞은 구석이 아들보다 높다.
- 코망쇠 형제 : 원작자의 또다른 만화인 코망쇠 형제의 주인공들로 여기에서는 엑스트라로 등장한다.